# Småstadsliv
Småstadsliv (originaltitel Picket Fences) är en amerikansk TV-serie som sändes 1992–1996. Den skapades och producerades av David E. Kelley. Denna dramaserie med komiska inslag blev 27 gånger Emmy Award-nominerad och fick sammanlagt motta 14 Emmys (inklusive som bästa dramaserie 1993 och 1994).

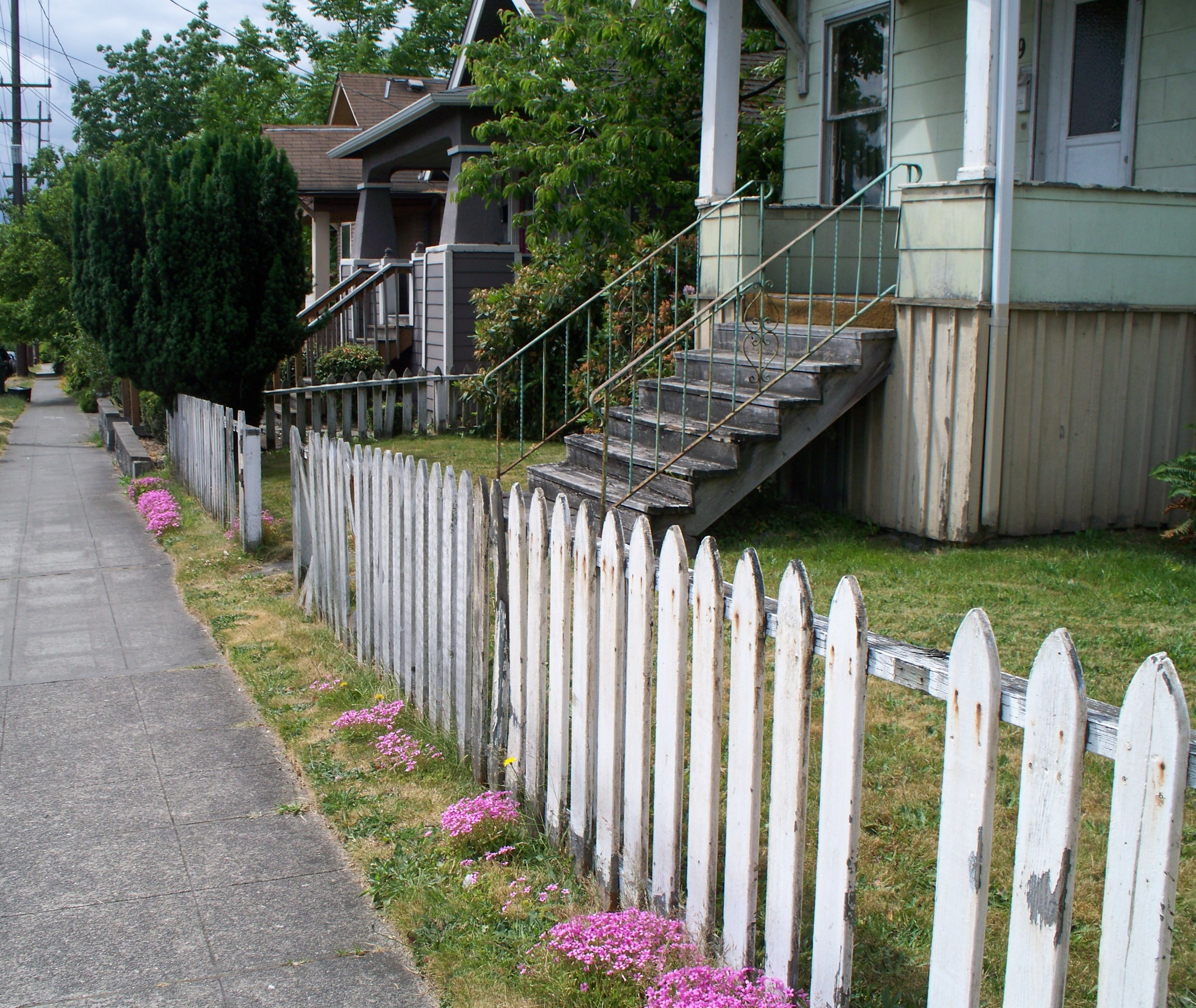
TV-serien originaltitel Picket Fences syftar på de vitmålade trästaket som är vanliga runt hustomter i många mindre städer.

## Handling
Småstadsliv handlar om livet i en liten udda amerikansk småstad. Den fiktiva orten heter Rome och föreställs vara belägen i Wisconsin nära Michigansjön.
TV-seriens handling kretsar främst kring stadsbor som arbetar för rättvisa i olika former, liksom deras närmaste. Utgångspunkten är ofta sheriffen James "Jimmy" Brock och hans hustru och barn "Jill", "Kimberly", "Matthew" och "Zack". Kimberly har han med en annan kvinna. Även de två poliserna "Maxine Stuart" och "Kenny Lacos" syns ofta. Jill Brock är läkare. En stor del av serien kretsar kring ovanliga rättsfall (med eller utan koppling till stadens ofta kortlivade borgmästare); rättsläkaren "Carter Pike", försvarsadvokaten "Douglas Wambaugh" och domaren "Henry Bone" ställs återkommande inför nya utmaningar. 

### Borgmästare
Staden Romes borgmästare ändar ofta sin tid vid posten i förtid, på diverse ovanliga sätt:
- Bill Pugen (spelad av Michael Keenan): spontan självantändning efter att ha dömts som skyldig till mord
- Rachel Harris (Leigh Taylor-Young): avsatt efter att ha deltagit i en pornografisk film
- Howard Buss (tillförordnad; Robert O. Cornthwaite): lider av Alzheimers syndrom, skjuten till döds av sin son
- Jill Brock (tillförordnad; Kathy Baker): arresterad, förlorar därefter omvalet till posten
- Ed Lawson (Richard Masur): begraven i en frysbox av sin fru, därefter halshuggen
- Laurie Bey (Marlee Matlin): borgmästare i slutet av säsong 3, trots att hon tidigare dömts för bankrån som "The Dancing Bandit" ("Den dansande banditen"). Hon erbjuds posten som del av hennes utdömda 3 000 timmar långa samhällstjänst.
- Maxine Stewart (tillförordnad; Lauren Holly): skadad efter att ha blivit skjuten (medan Laurie Bey är föräldraledig)
- Laurie Bey (Matlin): återkommer på posten i slutet av TV-serien

### Rollförteckning
Familjen Brock
- Jimmy – Tom Skerritt
- Jill – Kathy Baker
- Kimberly "Kim"[2] – Holly Marie Combs
- Matthew – Justin Shenkarov
- Zachary "Zack" – Adam Wylie

Övriga
- Maxine Stuart (polis) – Lauren Holly
- Kenny Lacos (polis) – Costas Mandylor
- Carter Pike (rättsläkare) – Kenny Connell
- Douglas Wambaugh (försvarsadvokat) – Fyvush Finkel
- Henry Bone (domare) – Ray Walston

## Stil
TV-seriens lilla stad Rome kom i serien på flera sätt att symbolisera 1990-talets USA och de utmaningar som följde av sociala och samhällsutvecklingar. Småstadsliv var en av ett antal TV-serier som under 1990-talet inspirerades av Twin Peaks, dess förvecklingar och psykologiska dramainslag i en amerikansk (små)stad. Andra exempel var Det ljuva livet i Alaska, Arkiv X och Wild Palms.

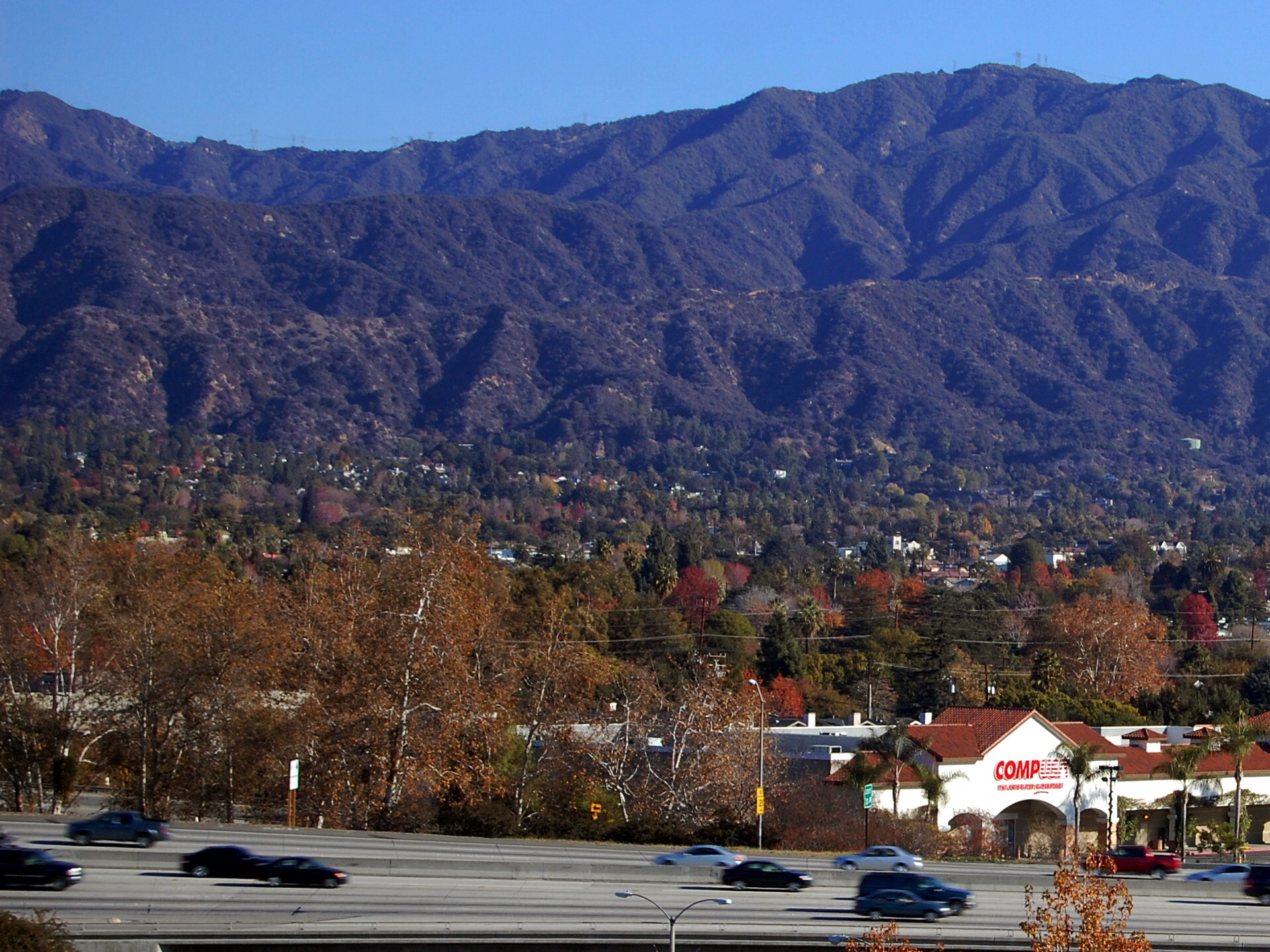
Utomhusscenerna spelades i regel in i Monrovia i Los Angeles-området.

## Produktion, distribution och mottagande
I Småstadsliv figurerade kända och mindre kända skådespelare i ledande roller. Tom Skerritt (bland annat Alien och Top Gun), Holly Marie Combs (bland annat Twin Peaks) och Ray Walston tillhörde den förra kategorin. Lauren Holly kom senare att synas i ett antal långfilmer, och Fyvush Finkel fick spela en snarlik roll i Boston Public.
TV-seriens utomhusscener spelades in i Monrovia i Kalifornien, där många stadsbor figurerade som statister.
Av Småstadsliv visades de första tre säsongerna av svenska TV4, med start 19 juni 1994.
Småstadsliv sändes på CBS under fredagskvällar, vilket begränsade dess mängd tittare genom konkurrens med andra populära TV-serier. Den blev dock väl mottagen av kritiker och fick motta ett stort antal TV-priser, inklusive 14 Emmys (av sammanlagt 27 nomineringar).